# Gazet van Hoogstraten
Gazet van Hoogstraten was een katholiek Vlaams weekblad van 1892 tot 1978. De gazet was gericht op lokaal nieuws.

## Ontstaan
De Gazet van Hoogstraten ontstond tijdens een golf van vervlaamsing in de geschreven pers. In grote steden zoals Antwerpen verscheen in 1891 de Gazet van Antwerpen. De invloed van de Vlaamse Beweging had een impuls gegeven aan publicaties in de Nederlandse taal, dit zowel op vlak van kranten als van boeken. Buiten de kranten die gelinkt waren aan de grote steden, ontstonden ook regionale bladen in kleinere gebieden. Zo moet de "Gazet van Hoogstraten" gezien worden in het rijtje van andere Kempense regionale kranten zoals in Turnhout, Herentals, Mol en Geel. 
De ondertitel van de Gazet van Hoogstraten gaf sterk de ideologische stroming mee: Katholiek Nieuws en Aankondigingsblad - Godsdienst, Taal en Vaderland. In de eerste editie verscheen: Ons streven: Wij zullen met eene bijzondere voorzorg op de belangen onzer gemeente en op die van het kanton letten.

## Drukker Van Hoof-Roelans (1892-1913)
Drukker en uitgever van de eerste editie was Louis Van Hoof. Vanaf het begin werd gedrukt in een formaat van 55 × 36,5 cm en het eerste nummer telde vier bladzijden. De abonnementsprijs bedroeg 4 fr./jaar of 2.5 fr./half jaar.

## Drukker Jozef Haseldockx (1913-1978)
Op 4 januari 1913 ging het volledige bedrijf over naar neef Jozef Haseldonckx. De hoofding werd veel grafischer uitgewerkt met een tekening van stadhuis en een in de morgenzon oprijzende kerktoren, het wapenschild van Hoogstraten en een klauwende Vlaamse leeuw. De ondertitel veranderde in "Katholiek Vlaams Weekblad". 
Schrijvers waren onder andere Gustaaf Segers, Jozef Simons, Dokter Hendrik Versmissen, en van de missionarissen kwamen ook regelmatig artikels uit de missies: Jozef De Clerck, pater Verstraelen die vanuit Indië schreef, pater Karel Bilcke vanuit Oekraïne en pater Wijten vanuit Brazilië. Vanaf 8 december 1923 verschenen er ook artikels van Jozef Lauwerys. Zijn eerste artikel was: "Aan den onbekenden Boer". 
In mei 1943 werd bij het overlijden van vader Haseldonckx de drukkerij overgenomen door de zonen Albert, Jozef en Aloïs.

## Voortzetting

### De Hoogstraatse Gazet (1978-1985)
Het archief van de Gazet van Hoogstraten geldt als een chronologische geschiedschrijving van Hoogstraten. Bij de stopzetting van het weekblad was de verontwaardiging van de Hoogstraatse bevolking zo groot, dat een schare vrijwilligers onder leiding van Jozef Schellekens omwille van de continuïteit het weekblad overnamen onder een andere naam, "De Hoogstraatse Gazet" (1879-1985).

### De Hoogstraatse Maand (vanaf 1985)
Alhoewel er met vrijwilligers gewerkt werd, was de kost te hoog en kwam het voortbestaan van het blad in het gedrang. In 1985 werd er van een weekblad overgestapt op een maandblad met de nieuwe naam: "De Hoogstraatse Maand".

## Link
- Gazet van Hoogstraten - 1914